# Greuilh
Der Greuilh ist ein französischer Molkenkäse aus nicht pasteurisierter Schafsmilch. Er wird in der Region Nouvelle-Aquitaine hergestellt. In den Handel kommt der sehr weiche und frische Käse vakuumverpackt in Packungen zu zwei bis drei Kilogramm. Auf den Märkten der Region wird dieser sogenannter Fermier-Käse, den der Hersteller ausschließlich aus der Milch seiner gehaltenen Schafe herstellen muss, nach Gewicht verkauft. Es ist ein Saisonkäse, der nur in der Zeit von Dezember bis Ende Juni erhältlich ist.
Greuilh wird häufig als Dessert gegessen. Wegen seines süßlich-säuerlichen Geschmacks passt er sehr gut zu Marmelade und harmoniert insbesondere gut mit Quitten.